# Hiroyuki Kikuchi
Hiroyuki Kikuchi (Kioto, 8 de marzo de 1965) fue un expiloto de motociclismo japonés, que estuvo compitiendo en el Campeonato del Mundo de Motociclismo entre 1994 y 2003.

## Biografía
El debut de  Kikuchi ocurre en 1994 corriendo en el Gran Premio de su país aunque no pudo acabarla. En 1995,  corre por completo en 125cc aunque no consigue puntuar. En 1998 vuelve al Mundial corriendo seis carreras puntuando en cinco de ellas y acabando en el decimoquinto puesto de la clasificación general. En los siguientes años, correría carreras puntuales acabando su carrera en el Mundial en el Gran Premio de la República Checa de 2003.
Siguió compitiendo en el All Japan Road Race Championship donde se proclama campeón en tres ocasiones en la cilindrada de 125cc (2005, 2008 y 2009).

## Resultados por temporada
|
| Color     | Resultado                                                               |
| --------- | ----------------------------------------------------------------------- |
| Oro       | Ganador                                                                 |
| Plata     | 2.ª plaza                                                               |
| Bronce    | 3.ª plaza                                                               |
| Verde     | Finalizó en los puntos                                                  |
| Azul      | Finalizó sin puntos                                                     |
| Azul      | NC - No clasificado                                                     |
| Violeta   | Ret - No terminó (Carrera)                                              |
| Rojo      | DNQ - No se clasificó                                                   |
| Negro     | DSQ - Descalificado                                                     |
| Blanco    | DNS - No empezó (carrera)                                               |
| Blanco    | WD - Retirado (fin de semana)                                           |
| Blanco    | C - Carrera cancelada                                                   |
| Sin color | DNP - Inscrito pero no participó                                        |
| Sin color | INJ - Lesionado                                                         |
| Sin color | EX - Excluido                                                           |
| Estado    | Resultado                                                               |
| Negrita   | Pole position                                                           |
| Cursiva   | Vuelta rápida                                                           |
| †         | Abandona, pero clasifica al completar el porcentaje requerido para ello |

| Año  | Cat.  | Moto  | 1      | 2      | 3       | 4      | 5       | 6       | 7      | 8      | 9      | 10      | 11      | 12     | 13     | 14    | 15    | 16    | Pos. | Pts. |
| ---- | ----- | ----- | ------ | ------ | ------- | ------ | ------- | ------- | ------ | ------ | ------ | ------- | ------- | ------ | ------ | ----- | ----- | ----- | ---- | ---- |
| 1994 | 125cc | Honda | AUS -  | MAL -  | JPN Ret | SPA -  | AUT -   | GER -   | NED -  | ITA -  | FRA -  | GBR -   | CZE -   | USA -  | ARG -  | EUR - |       |       | 0    | -    |
| 1995 | 125cc | Honda | AUS 21 | MAL 25 | JPN Ret | SPA 21 | GER Ret | ITA 24  | NED 16 | FRA 21 | GBR 17 | CZE 21  | BRA Ret | ARG 23 | EUR 20 |       |       |       | 0    | -    |
| 1998 | 125cc | Honda | JPN 7  | MAL -  | ESP -   | ITA -  | FRA -   | MAD Ret | NED 13 | GBR 15 | GER 4  | CZE 7   | IMO -   | CAT -  | AUS -  | ARG - |       |       | 51   | 15.º |
| 2000 | 125cc | Honda | RSA -  | MAL -  | JAP 14  | ESP -  | FRA -   | ITA -   | CAT -  | NED -  | GBR -  | ALE -   | CZE -   | POR -  | VAL -  | RIO - | PAC - | AUS - | 2    | 29.º |
| 2001 | 125cc | Honda | JPN 15 | RSA -  | SPA -   | FRA -  | ITA -   | CAT -   | NED -  | GBR -  | GER -  | CZE -   | POR -   | VAL -  | PAC -  | AUS - | MAL - | BRA - | 1    | 32.º |
| 2003 | 125cc | Honda | JPN -  | RSA -  | SPA -   | FRA -  | ITA -   | CAT -   | NED -  | GBR -  | GER -  | CZE DNS | POR -   | BRA -  | PAC -  | MAL - | AUS - | VAL - | 0    | -    |